# Варганова, Ангелина Анатольевна
Ангели́на Анато́льевна Варга́нова (7 ноября 1971, Конаково, Калининская область — 4 января 2013, Москва) — российская актриса театра и кино.

## Биография
Родилась 7 ноября 1971 года в Конаково в семье сотрудников правоохранительных органов. Родители Валентина Витальевна и Анатолий Васильевич Варгановы были родом из Тульской области.
В 1976 году в возрасте 5 лет была принята в балетную студию филиала училища им. Вагановой.
В 1978 году поступила в музыкальную школу по классу фортепиано.
В 1994 году окончила Высшее театральное училище им. Щукина (курс В. Иванова).
С 1994 года была актрисой театра «Сатирикон».
В 2003 году участвовала в театральном фестивале Edinburgh Fringe в г. Эдинбург (Великобритания) в составе театра «Учёная обезьяна» со спектаклем «Город мышей» (реж. Э. Радзюкевич).
Умерла на 42-м году жизни 4 января 2013 года от пневмонии. По мнению актёра Дениса Матросова, в смерти виноваты врачи, не обнаружившие вовремя опасную болезнь.
6 января 2013 года похоронена в Конаково.

### Личная жизнь
В 2010 году Ангелина Варганова вышла замуж. Детей у неё не было.

## Творчество

### Театральные работы
- Багдадский вор — Цунами, Птица Феникс
- Ромео и Джульетта — Леди Капулетти
- Сирано де Бержерак — Роксана
- Трёхгрошовая опера — Проститутка
- Кьоджинские перепалки — Лучетта
- Квартет — Люсинда, Цыганка, Мать Доримены
- Шантеклер — Чёрная курочка, Чёрный лебедь
- Макбет — Ведьма, Придворная дама
- Королева красоты — Морин Фолан
- Деньги — Анна Тихоновна
- Маскарад — Баронесса Штраль

### Фильмография
1. 2006 — Кодекс чести-3 — Наталья Ермолович, журналистка
2. 2007 — Вся такая внезапная
3. 2007 — Закон и порядок. Преступный умысел 1 — Женя, журналистка
4. 2007—2012 — Папины дочки — Ольга Антонова, жена доктора Антонова
5. 2008 — Гуманоиды в Королёве
6. 2008 — Закон и порядок. Преступный умысел 3 — Алина, гувернантка
7. 2008 — Моя прекрасная няня — Изольда Андреевна
8. 2009 — Юленька — врач приёмного отделения